# لاله مسوانه
لاله مسوانه (انگلیسی: Lalela Mswane) مدل آفریقای جنوبی و برنده مسابقه زیبایی خانم سوپرانشنال ۲۰۲۲ است.
او قبلاً برنده خانم آفریقای جنوبی ۲۰۲۲ بود. مقام سوم در خانم جهان ۲۰۲۲ بود.